# Кјусик (Вашингтон)
Кјусик (енгл. Cusick) град је у америчкој савезној држави Вашингтон. По попису становништва из 2010. у њему је живело 207 становника.

## Демографија
Према попису становништва из 2010. у граду је живело 207 становника, што је 5 (2,4%) становника мање него 2000. године.
| Група             | 2000.       | 2010.       |
| Белци             | 201 (94,8%) | 152 (73,4%) |
| Афроамериканци    | 0 (0,0%)    | 5 (2,4%)    |
| Азијати           | 0 (0,0%)    | 0 (0,0%)    |
| Хиспаноамериканци | 1 (0,5%)    | 7 (3,4%)    |
| Укупно            | 212         | 207         |